# Joao Rojas
Joao Robin Rojas Mendoza (La Troncal, 14 de junho de 1989) é um futebolista equatoriano que atua como atacante. Atualmente joga no ADT, do Peru.

## Carreira
Iniciou sua carreira no modesto Técnico Universitário, se transferindo em seguida para o Emelec. Em janeiro de 2011 foi emprestado ao Monarcas Morelia, do México, onde permaneceu por três temporadas. Em 2013 chegou ao Cruz Azul, onde conquistou a Liga dos Campeões da CONCACAF na temporada 2013–14. Jogou a temporada 2017–18 no Talleres, da Argentina, por empréstimo.

### São Paulo
No dia 22 de junho de 2018, assinou por duas temporadas com o São Paulo. Em sua estreia, contra o Flamengo, deu a assistência para o gol de Éverton na vitória por 1–0 no Maracanã. Rojas marcou seu primeiro gol pelo São Paulo no dia 5 de agosto, abrindo o placar na vitória por 2–1 sobre o Vasco da Gama, no Morumbi. Pela 31ª rodada do Campeonato Brasileiro, em partida contra o Vitória, deu a assistência para o gol de Bruno Alves no triunfo por 1–0, mas acabou sofrendo ruptura do tendão patelar do joelho direito, com previsão de retorno aos gramados somente no ano seguinte. No total em sua primeira temporada, marcou um gol e deu cinco assistências em 20 jogos.
Após dois anos se recuperando de uma grave lesão no tendão patelar do joelho e só ter atuado em um jogo no ano de 2020, Rojas entrou no segundo tempo da partida contra o Inter de Limeira, válida pelo Campeonato Paulista, aos 28 minutos, no lugar de Pablo. Com apenas 17 minutos em campo, Rojas deu uma assistência para Luciano marcar o terceiro gol da partida e marcou o seu gol de pênalti, aos 47 minutos, fechando a goleada de 4–0. Marcou também na derrota por 2–1 para o Novorizontino, válida pela 3ª rodada do Paulistão. O atacante voltou a balançar as redes no dia 25 de abril, na vitória por 2–0 sobre o Santo André, válida pela 6ª rodada do Campeonato Paulista.
Um mês depois, no dia 25 de maio, marcou um belo gol contra o Sporting Cristal pela Copa Libertadores, dando um belo chute de fora da área no ângulo do goleiro Alejandro Duarte após assistência de Rodrigo Nestor.
Em 23 de novembro de 2021, rescindiu seu contrato, que iria até o fim da temporada. Com a camisa do São Paulo, Rojas disputou 51 partidas e anotou cinco gols.

## Títulos
Emelec
- Campeonato Equatoriano: 2009

Cruz Azul
- Liga dos Campeões da CONCACAF: 2013–14

São Paulo
- Campeonato Paulista: 2021